# Ferrero Alberti
Ferrero Alberti (Roma, 11 ottobre 1909 – Uliveto Terme, 30 luglio 1990) è stato un allenatore di calcio e calciatore italiano, di ruolo centrocampista.

## Caratteristiche tecniche
Giocava come mediano.

## Carriera

### Giocatore
Ha giocato con Livorno, Palermo (in Serie B), Lucchese (un anno in Serie B e due in Serie A) e Spezia.

### Allenatore
Allenò il Siena, il Prato, la Lucchese e la Pistoiese.

## Palmarès

### Giocatore

#### Competizioni nazionali
- Serie B: 2

Livorno: 1932-1933
Lucchese: 1935-1936

### Allenatore
- Serie C: 1

Grosseto: 1946-1947